# Nikołaj Inoziemcew
Nikołaj Nikołajewicz Inoziemcew (ros. Никола́й Никола́евич Инозе́мцев, ur. 4 kwietnia 1921 w Moskwie, zm. 12 sierpnia 1982 tamże) – radziecki historyk, ekonomista, dziennikarz i działacz partyjny.

## Życiorys
W latach 1939-1945 żołnierz Armii Czerwonej, od 1943 członek WKP(b), 1949 ukończył Moskiewski Państwowy Instytut Stosunków Międzynarodowych, doktor nauk historycznych, później profesor. Od 1952 pracował jako dziennikarz oraz wykładowca, 1959-1961 zastępca dyrektora Instytutu Ekonomiki Światowej i Stosunków Międzynarodowych Akademii Nauk ZSRR, w latach 1961-1966 zastępca redaktora naczelnego "Prawdy", 1966-1982 dyrektor Instytutu Ekonomiki Światowej i Stosunków Międzynarodowych. Od 1964 członek korespondent, a od 1968 akademik Akademii Nauk ZSRR, 1971-1981 zastępca członka, a 1981-1982 członek KC KPZR. Deputowany do Rady Najwyższej ZSRR 9 i 10 kadencji. Laureat Nagrody Państwowej ZSRR (1978). Odznaczony trzema Orderami Lenina. Pochowany na Cmentarzu Nowodziewiczym.